# 27 Pułk Piechoty (PSZ)
27 Pułk Piechoty (27 pp) – oddział piechoty Polskich Sił Zbrojnych w ZSRR.

## Formowanie i zmiany organizacyjne
W ramach II fazy rozbudowy Armii Polskiej w ZSRR w dniu 17 grudnia 1941 roku podjęto decyzję o formowaniu 10 Dywizji Piechoty. W dniu 13 stycznia 1942 roku wyznaczona wcześniej grupa zawiązków poszczególnych jednostek dywizji, wywodząca się z wyznaczonych oficerów i podoficerów z 5 i 6 Dywizji Piechoty, wyjechała do rejonu formowania w miejscowości Ługowaja, w obwodzie dżambulskim (Kazachska Socjalistyczna Republika Radziecka). Od 19 stycznia rozpoczęto przygotowywać wyznaczony garnizon na przyjęcie poborowych. W dniu 25 stycznia 1942 dowódca dywizji wydał Rozkaz Organizacyjny Nr 1, na jego podstawie, pod dowództwem ppłk Ignacego Bobrowskiego przystąpiono do formowania 27 pułku piechoty w składzie 10 Dywizji Piechoty. Pułk miał być całkowicie wyposażony i uzbrojony przez Armię Brytyjską w związku z czym organizowany był według etatów brytyjskich. Od 28 stycznia 1942 roku rozpoczęto wcielanie poborowych i ochotników, do 7 marca do 27 pułku przydzielono przez komisje poborową i przeglądową 51 oficerów i 838 szeregowych. Wraz z prowadzonym poborem, wybuchła również epidemia tyfusu plamistego. W pułku prowadzono pracę organizacyjną i okresowo podstawowe szkolenie, a także starano się poprawić warunki sanitarne i żywnościowe. Wydano wcielonym żołnierzom kompletne umundurowanie brytyjskie, natomiast broni i wyposażenia pułk nie otrzymał wcale. Zmagano się w pułku z wieloma problemami tj. braku: zakwaterowania, środków transportowych, miejsc w szpitalach, żywności. Ponadto zwalczano pijaństwo i inne zachowania karygodne. W ramach I ewakuacji Armii Polskiej, w dniu 27 marca 1942 r. 27 pułk piechoty poprzez Krasnowodzk został ewakuowany drogą morską do Pahlevi w Iranie. Następnie 27 kwietnia 1942 r. rozpoczęto jego transport do Palestyny. W Palestynie w maju 1942 roku 27 pułk został rozwiązany, a żołnierze pułku, wraz z żołnierzami z pułków 25 i 26 sformowali 2 Brygadę Strzelców Karpackich.

## Żołnierze pułku
- dowódca pułku – ppłk Ignacy Bobrowski[4]
- dowódca I batalionu – mjr Franciszek Borkowski[5]
- dowódca II batalionu – kpt. Jan Górnicki[5]
- dowódca III batalionu – kpt. Marcin Czechowicz[5]
- dowódca batalionu ckm – por. Jan Obierek[5]